# 李根蟠
李根蟠（1940年8月—2019年8月16日），马克思主义经济史学家，广东兴会人，北京师范大学历史学院教授，中国社会科学院经济研究所研究员、博士生导师。主要研究中国古代经济史，尤其是农业史。

## 生平
1940年8月出生于香港，1963年毕业于中山大学历史系，就职于中国农业科学院农业经济所和《中国农业科学》编辑部，1981年后历任中国社会科学院经济研究所研究员、《中国经济史研究》主编。2019年8月16日逝世。

## 著作
参与编写《中华大典》。著有《中国古代农业》、《中国农业史》、《农业科技史话》、《中国原始社会经济研究》、《中国南方少数民族原始农业形态》。